# Pallipalayam Agraharam
Pallipalayam Agraharam é uma vila no distrito de Namakkal, no estado indiano de Tamil Nadu.

## Demografia
Segundo o censo de 2001,  Pallipalayam Agraharam  tinha uma população de 10,829 habitantes. Os indivíduos do sexo masculino constituem 52% da população e os do sexo feminino 48%. Pallipalayam Agraharam tem uma taxa de literacia de 59%, inferior à média nacional de 59.5%: a literacia no sexo masculino é de 67% e no sexo feminino é de 51%. Em Pallipalayam Agraharam, 10% da população está abaixo dos 6 anos de idade.